# Spell (Dolce mattatoio)
Spell (Dolce mattatoio), conosciuto anche col titolo L'uomo, la donna e la bestia - Spell (Dolce mattatoio), è un film del 1977 diretto da Alberto Cavallone.

## Trama
Un piccolo centro di provincia, in cui si svolgono i preparativi d'una cerimonia religiosa che coinvolge l'intera popolazione, è teatro di losche vicende e drammi privati che i protagonisti cercano di nascondere dietro una facciata di perbenismo. Un comunista deluso cerca di tenere a bada la moglie Luciana, pazza ed erotomane, che vive in uno stato confusionale tra realtà e immaginazione, mangia sulla tavoletta del WC e si masturba davanti a uno specchio, fino a commettere atti d'autolesionismo. Un giovane macellaio, attratto da una ragazza del paese, tenta di dare corpo alle sue fantasie erotiche masturbandosi sulle carni della cella frigorifera della propria bottega. Giulia, un'adolescente incinta, fugge dalla propria famiglia, dopo avere rivelato alla madre disperata che il genitore è il proprio padre che ella stessa aveva sedotto davanti al capezzale del nonno. Rosanna, moglie frustrata d'un allevatore, stanca delle vessazioni del marito, trova rifugio in una dimensione onirica attraverso la quale può permettersi di commettere i suoi tradimenti persino con il prete locale. La giovane prostituta Sabina si concede a tutti in una baracca.
Un vagabondo, grazie anche alla sua abilità con la fionda, è considerato un idolo dai bambini del luogo, ai quali l'uomo promette di portare la croce durante la processione. Il vagabondo irrompe nelle storie dei popolani condizionandone in qualche modo le sorti: dapprima soccorre Giulia a seguito d'uno svenimento; successivamente viene accolto nella baracca di Sabina, con la quale ha un rapporto sessuale, indi subisce un pestaggio da parte del marito di Rosanna, convinto che la moglie l'abbia tradito con lui; infine viene lui stesso soccorso dal comunista e accolto nel suo appartamento. Là consuma un amplesso con Luciana, alla fine del quale la donna espleta un atto di coprofagia sul vagabondo, prima di pugnalarlo ai genitali con delle forbici. L'atto si compie alla presenza del marito, impassibile. Alla fine, il vagabondo è scomparso e al suo posto a terra c'è il cadavere del marito di Luciana, con le forbici nella pancia. Lei è seduta sul divano, completamente assente.

## Produzione
La pellicola è stata girata a Castelnuovo di Porto, sfruttando varie location del borgo laziale.
La sequenza che vede Monica Zanchi a vulva aperta sul tavolo da biliardo è stata realizzata in un vero bar, molto controvoglia; l’attrice pretese la presenza del solo attore maschio e di un operatore.